# Langues brittoniques du Sud-Ouest
 (août 2025).
Les langues brittoniques du sud-ouest (breton : Predeneg ar mervent, cornique : Brythonek Dyghowbarthgorlewin) sont les langues celtiques brittoniques parlées dans ce qui est aujourd'hui le sud-ouest de l'Angleterre et la Bretagne depuis le haut Moyen Âge. À l'époque de leurs premières mentions, ces langues semblent indiscernables, mais elles ont progressivement évolué vers les langues bretonnes et corniques. Elles sont issues du brittonique commun, autrefois parlé dans la majeure partie de la Grande-Bretagne, et sont donc apparentées aux variétés galloise et cambrienne parlées respectivement au Pays de Galles et dans le Hen Ogledd (le Vieux Nord, c'est-à-dire le nord de l'Angleterre et les basses terres écossaises).
La première phase de ces langues, le cornique primitif/breton, n'est pas attestée . Des sources écrites existent depuis la période du vieux cornique/breton, vers 800-1100, période durant laquelle les langues sont indiscernables. C'est pourquoi certains linguistes, comme Peter Schrijver, utilisent le terme « sud-ouest brittonique » (c.-à-d. brittonique du sud-ouest) pour décrire cette langue, alors que le « vieux breton » et le « vieux cornique » étaient indiscernables et ne se distinguaient que par des considérations géographiques plutôt que linguistiques.

## Description
Le brittonique du sud-ouest se distingue du gallois par des changements de son, notamment :
- l'élévation de */(ɡ)wo-/ à /(ɡ)wu-/ dans une syllabe prétonique (en gallois, il n'y avait pas d'élévation)
- la façade de */aː/ à /œː/ (en gallois, il est diphtongué en /aw/ )
- la façade de */a/ à */e/ avant */iː/ ou */j/ dans une ancienne syllabe finale (en gallois, elle est diphtonguée en /ei/ )

D'autres différences significatives se retrouvent dans les innovations galloises auxquelles le brittonique du sud-ouest n'a pas participé, comme le développement de la fricative latérale alvéolaire sourde